# Comuna Itești, Bacău
Itești este o comună în județul Bacău, Moldova, România, formată din satele Ciumași, Dumbrava, Făgețel și Itești (reședința).

## Geografie

### Așezare
Comuna se află în partea de nord a județului, pe malul drept al Siretului și pe cel drept al Bistriței (în dreptul lacului de acumulare Lilieci), la altitudinea de 150 m. Este traversată de șoseaua națională DN2, care leagă Bacăul de Roman. Din acest drum, la Dumbrava se ramifică șoseaua județeană DJ207F, care duce spre est și sud la Săucești și Letea Veche (unde se termină în DN2F). Prin comună trece și calea ferată Bacău–Roman, pe care este deservită de stația Itești.

## Demografie
Componența etnică a comunei Itești
     Români (89,81%)
     Alte etnii (0,29%)
     Necunoscută (9,9%)
Componența confesională a comunei Itești
     Ortodocși (88,65%)
     Alte religii (1,09%)
     Necunoscută (10,26%)
Conform recensământului efectuat în 2021, populația comunei Itești se ridică la 1.374 de locuitori, în scădere față de recensământul anterior din 2011, când fuseseră înregistrați 1.598 de locuitori. Majoritatea locuitorilor sunt români (89,81%), iar pentru 9,9% nu se cunoaște apartenența etnică. Din punct de vedere confesional, majoritatea locuitorilor sunt ortodocși (88,65%), iar pentru 10,26% nu se cunoaște apartenența confesională.

## Politică și administrație
Comuna Itești este administrată de un primar și un consiliu local compus din 11 consilieri. Primarul, Norocel Călin Ciubotaru[*], de la Partidul Național Liberal, este în funcție din 2012. Începând cu alegerile locale din 2024, consiliul local are următoarea componență pe partide politice:
|  | Partid                          | Consilieri | Componența Consiliului | Componența Consiliului | Componența Consiliului | Componența Consiliului | Componența Consiliului | Componența Consiliului |
|  | ------------------------------- | ---------- | ---------------------- | ---------------------- | ---------------------- | ---------------------- | ---------------------- | ---------------------- |
|  | Partidul Național Liberal       | 6          |                        |                        |                        |                        |                        |                        |
|  | Alianța pentru Unirea Românilor | 3          |                        |                        |                        |                        |                        |                        |
|  | Partidul Social Democrat        | 2          |                        |                        |                        |                        |                        |                        |

## Istorie
La sfârșitul secolului al XIX-lea, comuna purta denumirea de Ciumași, făcea parte din plasa Bistrița de Sus a județului Bacău și era formată din satele Itești (reședință), Ilieș, Ciumași, Făgețelu și Borleanu, cu 1125 de locuitori. În comună funcționau o școală mixtă cu 39 de elevi (dintre care 15 fete) la Itești și 3 biserici, iar principalii proprietari de pământuri erau principesa Lucia Schoenburg de Waldenburg, moștenitorii lui S. Pisoschi și Al. Chiribău. Anuarul Socec din 1925 consemnează comuna în plasa Bistrița a aceluiași județ, având aceeași alcătuire și o populație de 1800 de locuitori.
Comuna a fost transferată în 1950 raionului Bacău din regiunea Bacău, primind și numele de Itești, după satul de reședință. În 1968, a revenit la județul Bacău, reînființat, dar a fost imediat desființată, satele ei trecând la comuna Berești-Bistrița. Tot atunci, satul Borleanu fiind atunci desființat și contopit cu satul Ciumași. Comuna a fost reînființată în 2005, prin desprinderea satelor Itești, Ciumași, Dumbrava și Făgețel din comuna Berești-Bistrița.

## Personalități născute aici
- Constantin Avram (1911 - 1987), inginer, membru corespondent al Academiei Române.

.